# پیرومتالورژی
پیرومتالورژی یکی از شاخه‌های متالوژی استخراجی است و شامل عملیات حرارتی مواد معدنی و سنگ‌های معدن متالورژیکی می‌باشد. همچنین تمرکز آن روی تحولات فیزیکی و شیمیایی مواد برای بازیافت فلزات با ارزش است. عملیات پیرومتالورژیکی می‌تواند محصولاتی نظیر فلزات خالص، با ترکیبات متوسط یا آلیاژی تولید کند که به عنوان مادهٔ اولیهٔ مناسب برای فرایندهای بعدی، به فروش برسند. نمونه‌هایی ار عناصر استخراج شده توسط فرایندهای پیرومتالورژیک عبارتند از اکسید عناصر کم واکنش نظیر آهن، مس، روی، کروم، قلع و منگنز.
تولیدات فلزات از زمان‌های قدیم تا پایان قرن نوزدهم تقریباً منحصر به فرد از فرایندهای پیروموتالژوریک بود. در اواخر قرن نوزدهم، سایر شاخه‌های اصلی متالورژی مانند هیدرومتالورژی، به لحاظ صنعتی اهمیت ویژه ای یافت، اگر چه پیرومتالوژی همچنان به حفظ موقعیت خود، هم در مقیاس تولید و هم در فرآیندهای مختلف ادامه داد.
فرایندهای پیرومتالورژیکی معمولاً به یک یا چند دستهٔ زیر تقسیم می‌شوند:
1. کلسینه کردن(Calcining)
2. شعله پزی(Roasting)
3. ذوب کردن(Smelting)
4. پالایش کردن(Refining)

زمان اکسترکت (استخراج): مدت زمانی که طول می کشد یک فلز از سنگ معدن در کوره تولید شود را زمان اکسترکت گویند. (h)
بیشتر فرایندهای متالوژیکی نیاز به انرژی دارند تا دمای مورد نیاز برای انجام هر فرایند را فراهم کنند. این انرژی معمولاً از طریق احتراق یا گرمای الکتریکی تأمین می‌شود. هنگامی که مواد کافی برای فراهم کردن دمای مورد نیاز وجود داشته باشد و این فراهم کردن دما صرفاً توسط واکنش اکسوترمی (به عنوان مثال بدون استفاده از سوخت و حرارت الکتریکی) صورت گیرد، به این فرایند اتوژن گفته می‌شود.

## کلسیناسیون(Calcination)
کلسیناسیون، تجزیهٔ حرارتی یک ماده است. نمونه‌هایی از جمله تجزیهٔ هیدرات‌ها، تجزیهٔ آهن به اکسید آهن و بخار آب، تجزیهٔ کربنات کلسیم به اکسید کلسیم و دی‌اکسید کربن و همچنین تجزیهٔ کربنات آهن به اکسید آهن و دی‌اکسید کربن:
CaCO3 → CaO + CO2
فرایند کلسیناسیون در انواع کوره‌ها از جمله کوره‌های استوانه ای، کوره‌های دوار و کوره‌های با بستر مایع انجام می‌شود.

## شعله پزی(Roasting)
این فرایند شامل یک واکنش حرارتی گاز-جامد است که می‌تواند شامل اکسیداسیون، کاهش، کلریده شدن، سولفاته و پیروهیدرولیز شدن باشد.
معمول‌ترین نمونه از فرایند "Roasting" عبارت است از اکسیداسیون سولفید سنگ‌های فلزی. سولفید فلز در حضور هوا گرم می‌شود، تا جایی که باعث واکنش اکسیژن موجود در هوا و گوگرد شده و دی‌اکسید گوگرد (گازی) و اکسید فلزی (جامد) را تشکیل می‌دهد. محصول جامد حاصل از این فرایند “Calcine” نامیده می‌شود.

## ذوب کردن(Smelting)
این فرایند شامل یک واکنش حرارتی است که در آن حداقل یکی از مواد در فاز مایع (مذاب) قرار داشته باشد. اکسیدهای فلزی را در حضور کک و زغال چوب حرارت داده و ذوب می‌کنند. سپس عامل کاهنده، اکسیژن را به صورت کربن دی‌اکسید آزاد کرده و سنگ معدن تصفیه شده‌ای را بدست می‌دهد.
سنگ‌های معدنی کربناتی را هم به همراه زغال چوب ذوب می‌کنند اما گاهی نیاز است که قبل از ذوب، کلسینه شوند.
ذوب کردن معمولاً در دمایی بالاتر از نقطهٔ ذوب فلز صورت می‌گیرد ولی فرایندها با توجه به سنگ معدن و برخی موارد دیگر، متفاوت هستند.

## پالایش (Refining)
شامل جداکردن ناخالصی از مواد به کمک یک فرایند حرارتی است که طیف گسترده‌ای از فرایندها نظیر انواع کوره‌ها و… را پوشش می‌دهد. اصطلاح ”پالایش”، همچنین می‌تواند به فرایند الکترولیتی خاصی اشاره کند. بر همین اساس برخی از فرایندهای پالایش پیرومتالورژیکی به عنوان فرایند «پالایش با آتش» شناخته می‌شوند.

## پیرومتالورژی در استخراج آهن
پیرومتالورژی همچنین در صنایع آهن و فولاد استفاده می‌شود. واکنش کلی برای تولید آهن در کورهٔ انفجاری به شرح زیر است:
(Fe2O3(s)+3C(s)→ 2Fe(l)+3CO(g
کاهندهٔ اصلی CO است که باعث کاهش Fe2O3 و تولید (Fe(L و (CO2(g می‌شود. سپس مجدداً CO2 در اثر واکنش با کربن اضافه، CO را نتیجه می‌دهد. هنگامی که سنگ معدن آهک و کک به داخل کوره ریخته می‌شوند سیلیکات موجود درسنگ معدن با آهک واکنش داده و تولید سرباره می‌کنند که در بالای آهن مذاب شناور می‌شوند. سپس آهن را از پایین کوره خارج کرده و سرباره‌ها باقی می‌ماند.
آهنی که از کوره بدست می‌آید به دلیل انحلال زیاد کربن در آن، دارای نقطهٔ ذوب پایینی است. همچنین این مذاب حاوی ناخالصی‌های دیگر (از قبیل فسفر، گوگرد، سیلیسیوم و منگنز که در سنگ معدن آهن وجود داشتند) می‌باشد که باید جدا شوند زیرا باعث شکنندگی آهن شده و آن را برای کاربردهای ساختمانی نامناسب می‌سازند.
طی فرایند "Bessemer"، اکسیژن به درون آهن مذاب دمیده می‌شود تا از طریق اکسیداسیون انتخابی، ناخالصی‌ها را حذف کند؛ زیرا این ناخالصی‌ها راحت‌تر از آهن با اکسیژن واکنش داده و اکسید می‌شوند. در مرحلهٔ نهایی این فرایند مقدار کمی از فلزات دیگر در دماهای خاص برای تولید فولاد با ترکیبی از خواص مطلوب اضافه می‌شود.

## پیرومتالورژی در استخراج منیزیم
فرایند “Pidgeon” یکی از روش‌های تولید فلز منیزیم است که از طریق یک فرایند دما بالا(۸۰۰ تا ۱۴۰۰ درجه سانتیگراد) به همراه سیلیکون به عنوان کاهش دهنده، صورت می‌گیرد.
فرایند “Pidgeon” شامل واکنش اکسید منیزیم با عنصر سیلیکون در دمای بالا می‌باشد تا منیزیم خالص تشکیل شود:
(Si(s)+2MgO(s) → SiO2(s)+2Mg(g

## پیرومتالورژی در استخراج روی
ذوب کردن روی فرایندی است برای بست آوردن روی خالص از سنگ معدن آن. ذوب روی از لحاظ تاریخی دشوارتر از ذوب فلزات دیگر (به عنوان مثال آهن) است. زیرا در مقابل، روی نقطهٔ جوش پایین‌تری دارد.
دو روش برای ذوب روی وجود دارد. یکی فرایند پیرومتالورژیکی و دیگری فرایند الکترولیز.

سنگ‌های روی معمولاً شامل سولفید روی، اکسید روی یا کربنات روی می‌باشند. پس از جداسازی این ترکیبات از سنگ معدن، گرمای هوا طی یکی از واکنش‌های زیر، سنگ معدن را به اکسید روی تبدیل می‌کند:
(2ZnS(s)+3O2(g) → 2ZnO(s)+2SO2(g
(ZnCO3(s) → ZnO(s)+Co2(g

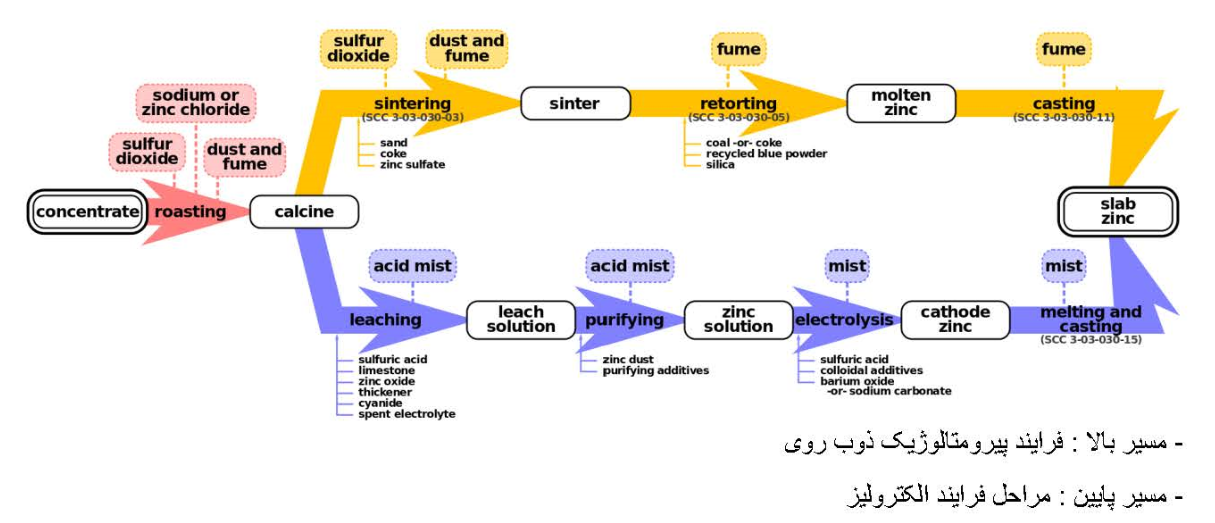
فرایند های تولید روی

کربن به شکل زغال سنگ، اکسید روی را کاهش می‌دهد تا بخار روی شکل گیرد:
(ZnO(s)+C(s) ⟶ Zn(g)+CO(g
روی را هم می‌توان از طریق تقطیر (نقطهٔ جوش ۹۰۷ درجه سانتیگراد) و هم چگالش بدست آورد که این روی، حاوی ناخالصی‌های کادمیوم(۷۶۷ °C)، آهن(۲۸۶۲ °C)، سرب(۱۷۵۰ °C) و آرسنیک(۶۱۳ °C) است.
با تقطیر مجدد و دقت در طول انجام فرایند می‌توان به روی با خلوص بالا دست یافت. در طول فرایند تقطیر آرسنیک و کادمیوم از روی جدا می‌شوند زیرا دارای نقاط جوش پایین‌تری هستند. با بالاتر رفتن دما، روی از سایر ناخالصی‌ها به ویژه سرب و آهن جدا می‌شود.